# Hausen im Wiesental
Hausen im Wiesental (alem. Huuse) – miejscowość i gmina w Niemczech, w kraju związkowym Badenia-Wirtembergia, w rejencji Fryburg, w regionie Hochrhein-Bodensee, w powiecie Lörrach, wchodzi w skład wspólnoty administracyjnej Schopfheim. Leży nad rzeką Wiese, przy drodze krajowej B317, pomiędzy Schopfheim a Zell im Wiesental.

## Współpraca
Miejscowości partnerskie:
- Hausen, Szwajcaria
- Marlishausen – dzielnica Wipfratal, Turyngia